# Androgeu
Androgeu, Andrógeo ou Eurigies na mitologia grega era um filho de Minos, rei de Creta, e de Pasífae. Venceu todas as provas dos jogos panatenaicos suscitando inveja em Egeu, pai de Teseu e rei de Atenas, que o convidou a matar o touro de Maratona. Androgeu foi morto pelo animal e seu pai, Minos, invadiu a Ática. Minos não conseguiu tomar Atenas, e rezou a Zeus pedindo vingança, que fez Atenas sofrer fome e peste. Com a derrota do rei Egeu, Minos impôs um tributo de sete rapazes e sete moças que deviam ser sacrificados ao Minotauro de nove em nove anos.
Segundo Pausânias (geógrafo), havia no Pireu, em Atenas, um altar dedicado a Androgeu, que os atenienses da sua época achavam que era dedicado a outra pessoa.
Dois filhos de Androgeu são mencionados em Pseudo-Apolodoro: durante o trabalho da captura do Cinto de Hipólita, Héracles parou na ilha de Paros, mas dois de seus companheiros, ao desembarcarem, foram mortos pelos filhos de Minos, Eurimedonte, Nefalião, Crises e Filolau. Héracles imediatamente matou os quatro filhos de Minos, e sitiou os outros habitantes, impondo, como condições, que eles entregassem dois homens para substituir os homens mortos; estes foram Alceu e Estênelo, filhos de Androgeu, filho de Minos.